# Deutsche DT-Fußballmeisterschaft 1928/29
Die Deutsche DT-Fußballmeisterschaft 1929 war die fünfte von der Deutschen Turnerschaft ausgerichtete deutsche Meisterschaft im Fußball. Sieger wurde der TV 1846 Mannheim.

## Modus und Teilnehmer
Gespielt wurde im K.-o.-System. 
| - TV Rhenania Essen - ATG Gera | - Hamburger Turnerbund von 1862 - MTV Vater Jahn Peine | - TSV Stellingen-Langenfelde - Mainzer TV 1817 | - TB Reutlingen - TV Jahn Scholwin |

## Ergebnisse

### Viertelfinale
|                      | Ergebnis |                   |
| -------------------- | -------- | ----------------- |
| ATG Gera             | 2:1      | TV Jahn Scholwin  |
| TV Rhenania Essen    | 5:3      | Mainzer TV 1817   |
| MTV Vater Jahn Peine | 1:2      | Hamburger TB 1862 |
| TV 1846 Mannheim     | 3:2      | TB Reutlingen     |

### Halbfinale
|                  | Ergebnis  |                   |
| ---------------- | --------- | ----------------- |
| TV 1846 Mannheim | 4:3 n. V. | TV Rhenania Essen |
| ATG Gera         | 2:0       | Hamburger TB 1862 |

### Finale
|                  | Ergebnis |          |
| ---------------- | -------- | -------- |
| TV 1846 Mannheim | 5:0      | ATG Gera |